# Bistum Alexandria-Cornwall
Das Bistum Alexandria-Cornwall (lateinisch Dioecesis Alexandrina-Cornubiensis, englisch Diocese of Alexandria-Cornwall, französisch Diocèse d’Alexandria-Cornwall) war eine Diözese der römisch-katholischen Kirche in Kanada. Der Bischofssitz war in der Stadt Alexandria.

## Geschichte
Das Bistum Alexandria-Cornwall wurde am 21. Januar 1890 durch Papst Leo XIII. aus Gebietsabtretungen des Erzbistums Kingston als Bistum Alexandria in Ontario errichtet und diesem als Suffraganbistum unterstellt. Das Bistum wurde am 17. September 1976 in Bistum Alexandria-Cornwall umbenannt.
Papst Franziskus vereinigte das Bistum am 27. April 2018 in persona episcopi mit dem Erzbistum Ottawa. Am 6. Mai 2020 vereinigte Papst Franziskus das Bistum Alexandria-Cornwall vollständig mit dem Erzbistum Ottawa zum Erzbistum Ottawa-Cornwall.

## Ordinarien

### Bischöfe von Alexandria in Ontario
- 1890–1905 Alexander Macdonell
- 1906–1920 William Andrew Macdonell
- 1921–1941 Félix Couturier OP
- 1941–1966 Rosario Brodeur
- 1967–1974 Adolphe Proulx, dann Bischof von Hull
- 1974–1976 Eugène Philippe LaRocque

### Bischöfe von Alexandria-Cornwall
- 1976–2002 Eugène Philippe LaRocque
- 2002–2011 Paul-André Durocher, dann Erzbischof von Gatineau
- 2012–2015 Marcel Damphousse, dann Bischof von Sault Sainte Marie
  - Erzbischof Prendergast wurde am 14. Januar 2016 zum Apostolischen Administrator der Diözese[3] und am 27. April 2018 zum Erzbischof der vereinten Diözese Alexandria-Cornwall-Ottawa ernannt.[1]